# Beta Arae
Beta Arae (β Ara, β Arae) é a estrela mais brilhante da constelação de Ara, com uma magnitude aparente de 2,8. Medições de paralaxe mostram que está a uma distância de aproximadamente 650 anos-luz (200 parsecs) da Terra.
O espectro de Beta Arae corresponde a uma classificação estelar de K3 Ib-IIa, com a classe de luminosidade 'Ib-IIa' indicando que a estrela está entre uma gigante luminosa de alta luminosidade (Ia) e uma supergigante de baixa luminosidade (Ib). Isso representa dois estágios evolucionários que uma estrela massiva passa após consumir todo o hidrogênio em seu núcleo. Beta Arae tem 6,8 vezes a massa do Sol. Irradia energia a uma temperatura efetiva de 4 582 K, o que dá a ela a coloração alaranjada típica de estrelas de classe K. Sua rotação é lenta, com uma velocidade de rotação projetada de cerca de 5 km/s. A abundância de elementos além do hidrogênio e hélio, a metalicidade, é mais de três vezes a abundância no Sol.
Raramente, essa estrela é chamada pelo nome Vasat-ül-cemre em turco, derivado da palavra árabe ﻭﺳﻂ (wasath) e ﺟﻤﻩﺮ (khamra), significando "meio do fogo". Em chinês, 杵 (Chǔ), significando Pilão, refere-se a um asterismo consistindo de β Arae, σ Arae e α Arae. β Arae em si é conhecida como 杵三 (Chǔ sān, a Terceita Estrela do Pilão.)